# Saint-Brice, Orne
Saint-Brice är en kommun i departementet Orne i regionen Normandie i nordvästra Frankrike. Kommunen ligger i kantonen Domfront som tillhör arrondissementet Alençon. År 2022 hade Saint-Brice 149 invånare.

## Befolkningsutveckling
Antalet invånare i kommunen Saint-Brice
| Referens: INSEE |